# Щербаков, Кирилл Александрович
Кирилл Александрович Щербаков (12 июня 1985, Епишино, Енисейский район, Красноярский край) — российский биатлонист, неоднократный чемпион России по биатлону и летнему биатлону. Бронзовый призёр чемпионата мира по летнему биатлону. Призёр чемпионатов мира и Европы по биатлону среди юниоров. Мастер спорта России международного класса (2010).

## Биография
Воспитанник спортивной школы г. Бородино. На внутренних соревнованиях выступал за Красноярский край и ШВСМ г. Красноярска. Первый тренер — А. В. Ромасько, позднее тренировался под руководством А. М. Голубева, В. А. Медведцева.

### Юниорская карьера
На юниорском чемпионате мира 2004 года в От-Морьене участвовал среди 19-летних спортсменов, занял 33-е место в спринте, 12-е — в гонке преследования и был четвёртым в эстафете в составе сборной России.
В 2005 году на чемпионате Европы среди юниоров в Новосибирске занял пятое место в спринте, девятое — в пасьюте и стал бронзовым призёром в индивидуальной гонке.
В 2006 году на юниорском чемпионате мира в Преск-Айле стал серебряным призёром в эстафете, а также занял девятое место в спринте, 12-е — в преследовании и 11-е — в индивидуальной гонке. В том же году на чемпионате Европы среди юниоров в Арбере был пятым в спринте и 12-м — в пасьюте.
В сезонах 2003/04 и 2004/05 принимал участие в гонках молодёжного Кубка IBU, лучший результат — третье место в гонке преследования в декабре 2004 года на этапе в Обертиллиахе.
Призёр детско-юношеских соревнований российского уровня, в том числе Спартакиады учащихся России (2004).

### Взрослая карьера
В составе резервной сборной России неоднократно в сезонах 2006/07-2011/12 принимал участие в гонках Кубка IBU. Лучший результат в личных дисциплинах — пятое место в индивидуальной гонке на этапе в Риднау в декабре 2011 года.
В 2008 году принимал участие в чемпионате мира по летнему биатлону в От-Морьене. Завоевал бронзовую медаль в спринте, стал пятым в гонке преследования и четвёртым — в смешанной эстафете.
Участник чемпионата мира среди военнослужащих 2011 года, где занял 13-е место в спринте. Также принимал участие во Всемирных военных играх в 2010 году в Италии, где занял 27-е место в спринте и 17-е в гонке патрулей в составе сборной России.
Неоднократный призёр соревнований российского уровня. В том числе на чемпионате России по биатлону становился чемпионом в 2009 году в смешанной эстафете и гонке патрулей, в 2010 году — в смешанной эстафете; серебряным призёром в 2008 году в эстафете и в 2012 году в смешанной эстафете. На чемпионате страны по летнему биатлону в 2011 году стал чемпионом в масс-старте и бронзовым призёром в эстафете. Победитель соревнований «Ижевская винтовка» в эстафете (2007).
Завершил спортивную карьеру в 2013 году. После окончания карьеры работает тренером в «Академии биатлона» (Красноярск).
Окончил Красноярский государственный педагогический университет им. В. П. Астафьева (2008).